# 聖誕老爸
《聖誕老爸》（英語：Father Christmas）是1973年英國兒童繪本，圖文由雷蒙·布力格創作。為1973年凱特·格林威獎得主。
與傳統的聖誕老人形象相比，本作中登場的聖誕老人相當平易近人：禿頭，過著樸實而簡單的生活，喜歡嘲諷和抱怨，雖然對送禮物這項工作感到不滿，但還是認真盡責把它完成。布力格在本作中以漫畫分鏡手法呈現了聖誕老人的所有行動。

## 獲獎
- 凱特·格林威獎（1973年）[2]

## 改編作品
- 1991年英國動畫短片《聖誕老爸（英语：Father Christmas (1991 film)）》，主角聖誕老爸由梅爾·史密斯（英语：Mel Smith）配音。